# Ream
Ream es una comuna (khum) del distrito de Prey Nob, en la provincia de Sihanoukville, Camboya. En marzo de 2008 tenía una población estimada de 9717 habitantes.
Se encuentra ubicada al suroeste del país, junto a los montes Cardamomo y la costa del golfo de Tailandia.